# وروار أبيض الجبهة
وروار أبيض الجبهة (الاسم العلمي: Merops bullockoides) هو نوع من الطيور يتبع جنس الوروار من فصيلة الوروارية.